# マルガレーテ・フォン・ブランデンブルク (1450-1489)
マルガレーテ・フォン・ブランデンブルク（Margarete von Brandenburg, 1449/50年 - 1489年）は、ポメラニア公ボギスラフ10世の妃。

## 生涯
マルガレーテは、ブランデンブルク選帝侯フリードリヒ2世（1413年 - 1471年）とザクセン選帝侯フリードリヒ1世の娘カタリーナ（1421年 - 1476年）との間に次女として生まれた。フリードリヒ2世の4人の子供のうち生き残ったのはマルガレーテと姉のドロテアの2人だけであった。
1477年9月20日にプレンツラウにおいてポメラニア公ボギスラフ10世（1454年 - 1523年）と結婚した。1474年、ボギスラフ10世がフリードリヒ2世に対し臣下の礼を拒否したため、ブランデンブルクはポメラニアとの戦争を開始した。1476年5月1日、和平交渉中にボギスラフ10世がマルガレーテと結婚することが決められた。ボギスラフ10世にとって結婚は重荷であり、非常に低い金額で合意がなされたが、それすらも支払われることはなかった。結婚の1年後、ボギスラフ10世の叔父ヴァルティスラフ10世が亡くなり、ボギスラフ10世は約200年ぶりにポメラニアの唯一の統治者となった。1479年、ボギスラフ10世は妻の叔父アルブレヒト・アヒレスとの間でプレンツラウ条約を締結し、ブランデンブルク選帝侯を上級領主として認めた。
夫妻には子供がいなかったため、夫はマルガレーテを不貞の疑いで告発し、縁を切った。これによりブランデンブルク選帝侯との間で政治的緊張が生じた。選帝侯はマルガレーテの持参金の返還を要求した。一方、ボギスラフ10世は、ホーエンツォレルン家がポメラニアの相続権を得るために、不妊の娘を妻として与えたと主張した。1479年の和平交渉の間に、ボギスラフ10世はついにマルガレーテとの結婚を解消した。